# Раріштя
Раріштя (рум. Rariștea) — село у повіті Констанца в Румунії. Входить до складу комуни Іон-Корвін.
Село розташоване на відстані 141 км на схід від Бухареста, 67 км на захід від Констанци.

## Населення
За даними перепису населення 2002 року у селі проживали 367 осіб.
Національний склад населення села:
| Національність | Кількість осіб | Відсоток |
| -------------- | -------------- | -------- |
| румуни         | 309            | 84,2%    |
| турки          | 58             | 15,8%    |

Рідною мовою назвали:
| Мова      | Кількість осіб | Відсоток |
| --------- | -------------- | -------- |
| румунська | 309            | 84,2%    |
| турецька  | 58             | 15,8%    |